# Saison 1 des Zinzins de l'espace
Chronologie
Saison 2
Cet article présente les épisodes de la première saison de la série télévisée Les Zinzins de l'espace.

## Épisode 1:Il était une fois, première partie
- France : 17 avril 1998 sur France 3

## Épisode 2:Il était une fois, deuxième partie
- France : 17 avril 1998 sur France 3

Etno a conçu un appareil pour envoyer un SOS mais se retrouve sur la fréquence du téléphone d'un camion de livraisons de pizzas situé au bas de la maison où les Zinzins se sont réfugiés. Candy (le vert) découvre l'aspirateur dans un placard et Bud (le orange) se prend immédiatement d'affection pour la télévision. Gorgious (le bleu) se sert de l'appareil d'Etno pour commander des pizzas en ignorant que les employés sont en réalité des agents secrets qui, grâce à des micros camouflés dans les pizzas, ont percé le secret des Zinzins. Ils tentent de prouver l'existence des extra-terrestres en faisant écouter à l'assemblée du Pentagone l'enregistrement de la digestion de Gorgious qui ne provoque aucune réaction. 
Les Zinzins se font passer pour Anabella et les Beaux Gosses (des héros de télévision) pour essayer de récupérer leur vaisseau mais ils se le font voler par les livreurs qui l'ont transformé en cube pour le présenter comme nouvelle preuve de l'invasion extra-terrestre avec une photographie des Zinzins transformés; cette fois, la photo déclenche une hilarité générale dans l'assemblée.

## Épisode 3:Scout que coûte
- France : 27 septembre 1997 sur France 3

## Épisode 4:Les Pink Rhinocéros
- France : 20 décembre 1997 sur France 3

Un groupe de rock'n'roll nommé les Pink Rhino est célèbre dans le monde entier. Partout, les Pink Rhino sont traqués par leurs fans. Ils décident donc d'aller s'exiler dans la maison où se trouvent les Zinzins de l'espace. 
Il s'agit du seul épisode de la série à avoir été écrit par son créateur, Jean-Yves Raimbaud.

## Épisode 5:Bébé boum
- France : 14 septembre 1997 sur France 3

## Épisode 6:Chauve qui peut!
- France : 30 novembre 1997 sur France 3

## Épisode 7:Profession Père Noël
- France : 24 décembre 1997 sur France 3

## Épisode 8:Trompe la mort
- France : 31 décembre 1997 sur France 3

Un Éléphant femelle a la fin de sa vie se rend au cimeterre des éléphants qui semble être la maison des zinzins, elle s'y installe et attend la mort malheureusement sa présence (et surtout l'odeur) ne plait pas aux Zinzins qui essayent de la faire partir.

## Épisode 9:Cours toujours
- France : 19 octobre 1997 sur France 3

## Épisode 10:Cash-cash partie
- France : 3 janvier 1998 sur France 3

## Épisode 11:Incident technique
- France : 2 novembre 1997 sur France 3

## Épisode 12:La mouche
- France : 6 septembre 1997 sur France 3

## Épisode 13:Faites le clown
- France : 7 septembre 1997 sur France 3

## Épisode 14:Scoumoune blues
- France : 26 octobre 1997 sur France 3

## Épisode 15:Flou artistique
- France : 16 novembre 1997 sur France 3

## Épisode 16:Mamy Dehors
- France : 17 janvier 1998 sur France 3

## Épisode 17:Marché conclu!
- France : 26 décembre 1997 sur France 3

## Épisode 18:Le porc de l'angoisse
- France : 29 décembre 1997 sur France 3

## Épisode 19:Candy s'amuse
- France : 28 septembre 1997 sur France 3

## Épisode 20:À vos souhaits!
- France : 30 décembre 1997 sur France 3

## Épisode 21:Le monde selon Etno
- France : 23 novembre 1997 sur France 3

## Épisode 22:Rebelle
- France : 5 octobre 1997 sur France 3

## Épisode 23:De temps en temps
- France : 22 décembre 1997 sur France 3

## Épisode 24:Crooner
- France : 9 novembre 1997 sur France 3

## Épisode 25:Brosse-toi les dents
- France : 18 octobre 1997 sur France 3

## Épisode 26:Dites-le avec des fleurs
- France : 28 mars 1998 sur France 3